# Stickleyville
Stickleyville es un lugar designado por el censo ubicado en el Lee en el estado estadounidense de Virginia. En el Censo de 2020 tenía una población de 279 habitantes y una densidad poblacional de 37,80 habitantes por km². Fue incluido como CDP en el censo de 2020.

## Geografía
Stickleyville se encuentra ubicado en las coordenadas 36°42′25″N 82°54′26″O / 36.70694, -82.90722.Según la Oficina del Censo de los Estados Unidos,  tiene una superficie total de 7,38 km², todos correspondientes a tierra firme.